# Ruissaari (ö i Norra Karelen, Joensuu, lat 62,31, long 30,95)
Ruissaari är en ö i Finland. Den ligger i sjön Korpijärvi och i kommunen Joensuu i den ekonomiska regionen  Joensuu ekonomiska region  och landskapet Norra Karelen, i den sydöstra delen av landet, 400 km nordost om huvudstaden Helsingfors. Öns area är 0,7 hektar och dess största längd är 140 meter i öst-västlig riktning.